# Ion Diniș
Ion Diniș este un fost senator român în legislatura 1992-1996 ales în județul Hunedoara pe listele partidului P.D.S.R..
A fost profesor de științe politice în municipiul Hunedoara. În cadrul activității sale parlamentare, Ion Diniș a inițiat o singură propunere legislativă. 

## Legături externe
- Ion Diniș Arhivat în 22 august 2016, la Wayback Machine. la cdep.ro